# Jeux mondiaux des personnes de petite taille
 (décembre 2023).
La mise en forme du texte ne suit pas les recommandations de Wikipédia : il faut le « wikifier ».
Les points d'amélioration suivants sont les cas les plus fréquents. Le détail des points à revoir est peut-être précisé sur la page de discussion.
- Les titres sont pré-formatés par le logiciel. Ils ne sont ni en capitales, ni en gras.
- Le texte ne doit pas être écrit en capitales (les noms de famille non plus), ni en gras, ni en italique, ni en « petit »…
- Le gras n'est utilisé que pour surligner le titre de l'article dans l'introduction, une seule fois.
- L'italique est rarement utilisé : mots en langue étrangère, titres d'œuvres, noms de bateaux, etc.
- Les citations ne sont pas en italique mais en corps de texte normal. Elles sont entourées par des guillemets français : « et ».
- Les listes à puces sont à éviter, des paragraphes rédigés étant largement préférés. Les tableaux sont à réserver à la présentation de données structurées (résultats, etc.).
- Les appels de note de bas de page (petits chiffres en exposant, introduits par l'outil «  Source ») sont à placer entre la fin de phrase et le point final[comme ça].
- Les liens internes (vers d'autres articles de Wikipédia) sont à choisir avec parcimonie. Créez des liens vers des articles approfondissant le sujet. Les termes génériques sans rapport avec le sujet sont à éviter, ainsi que les répétitions de liens vers un même terme.
- Les liens externes sont à placer uniquement dans une section « Liens externes », à la fin de l'article. Ces liens sont à choisir avec parcimonie suivant les règles définies. Si un lien sert de source à l'article, son insertion dans le texte est à faire par les notes de bas de page.
- La présentation des références doit suivre les conventions bibliographiques. Il est recommandé d'utiliser les modèles {{Ouvrage}}, {{Chapitre}}, {{Article}}, {{Lien web}} et/ou {{Bibliographie}}. Le mode d'édition visuel peut mettre en forme automatiquement les références.
- Insérer une infobox (cadre d'informations à droite) n'est pas obligatoire pour parachever la mise en page.

Pour une aide détaillée, merci de consulter Aide:Wikification.
Si vous pensez que ces points ont été résolus, vous pouvez retirer ce bandeau et améliorer la mise en forme d'un autre article.

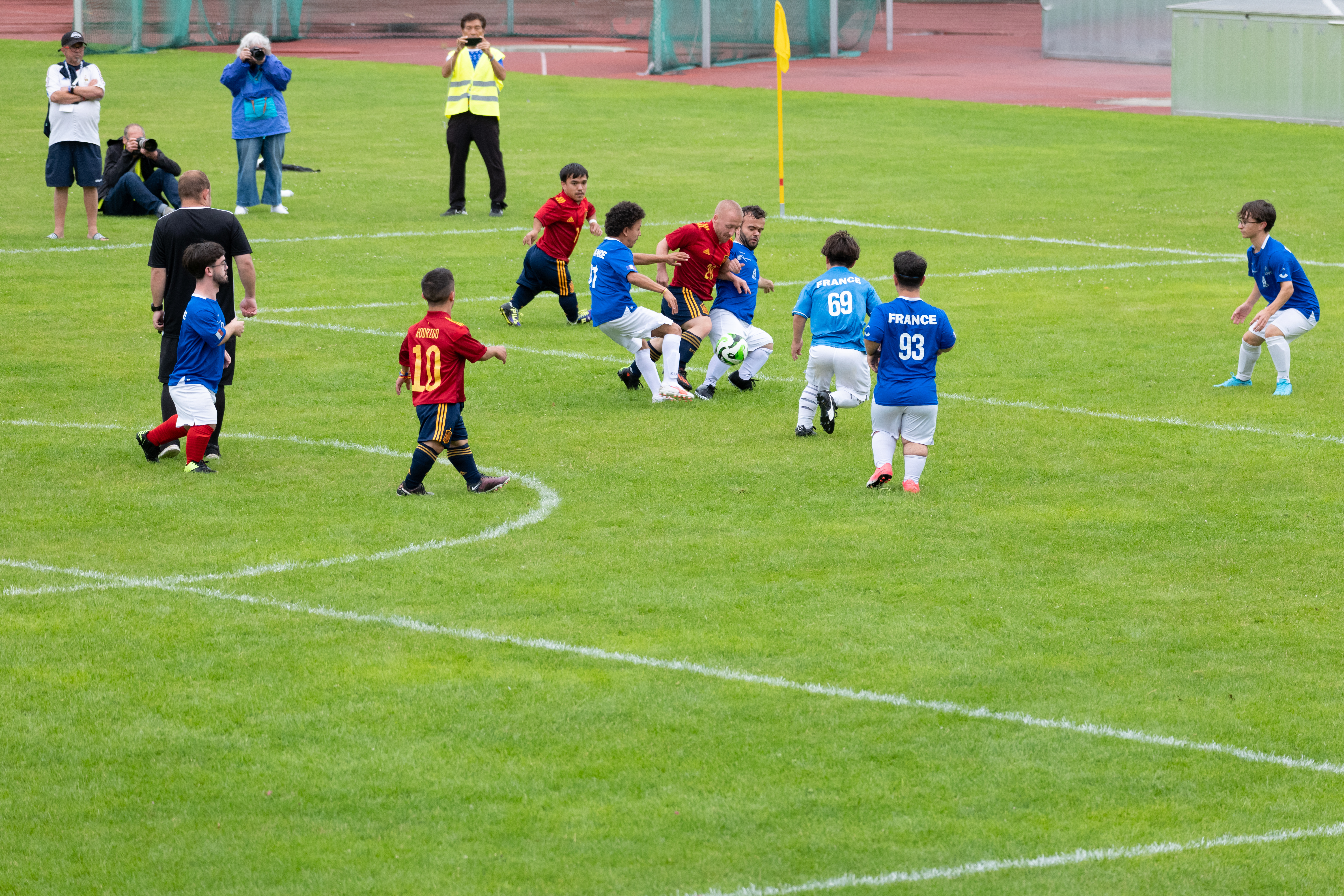
L'Equipe de France contre l'equipe d'Espagne (2023)

Les Jeux mondiaux des personnes de petite taille (World Dwarf Games - WDG) sont un événement multisport destiné aux athlètes de petite taille. Les WDG ont lieu tous les quatre ans depuis 1993 et constituent le plus grand événement sportif exclusivement réservé aux athlètes atteints de dysplasie squelettique. De nombreux paralympiens atteints de nanisme commencent leur carrière sportive ici.

## Histoire
En 1986, la première compétition internationale pour les personnes de petite taille a eu lieu. En 1993, 10 pays se sont réunis et ont lancé les premiers World Dwarf Games. Ils ont eu lieu à Chicago aux États-Unis. Les associations de ces 10 pays ont ensuite créé conjointement la FISD (Fédération internationale des sports pour personnes de petite taille), qui soutient depuis une association hôte organisant les WDG tous les quatre ans dans son pays. L'objectif des WDG est d'encourager les personnes mesurant jusqu'à 1,50 mètre du monde entier à pratiquer le sport. Les personnes de petite taille peuvent participer aux Jeux paralympiques, mais seulement aux épreuves d'athlétisme, de natation et d'haltérophilie. Lors des WDG, les athlètes ont la possibilité de participer à un éventail plus large de sports, notamment le football, le basketball, le hockey, le volleyball, l'athlétisme, la natation, la boccia, le tir à l'arc, le tennis de table, le badminton et l'haltérophilie.
Lors du dernier événement en 2023 sur le campus de l'Université allemande du sport et au Müngersdorf Sportpark à Cologne, plus de 500 personnes de 25 pays ont participé, plus de 2000 fans étaient présents pour assister à cet événement. Cette édition était initialement prévue pour 2021, mais a dû être reportée en raison de la pandémie de COVID-19. Le prochain événement est prévu pour 2027 en Australie.

## Événements précédents
| Année | Ville                     | Hôte                                                             | Nombre de pays | Nombre d'athlètes |
| ----- | ------------------------- | ---------------------------------------------------------------- | -------------- | ----------------- |
| 1993  | Chicago, États-Unis       | Dwarf Athletic Association of America (DAAA)                     | 10             | 165               |
| 1997  | Peterborough, Royaume-Uni | Dwarf Athletic Association United Kingdom (DAAA)                 | 6              | 83                |
| 2001  | Toronto, Canada           | Little People of Canada (LPC)                                    | 8              | 250               |
| 2005  | Rambouillet, France       | France Nano Sports/L' Association des Personnes de Petite Taille | 14             | 136               |
| 2009  | Belfast, Royaume-Uni      | Dwarf Athletic Association Northern Ireland (DAANI)              | 12             | 250               |
| 2013  | East Lansing, États-Unis  | Dwarf Athletic Association of America (DAAA)                     | 17             | 395               |
| 2017  | Guelph, Canada            | Comité canadien des WDG                                          | 17             | 450               |
| 2023  | Cologne, Allemagne        | Bundesverband Kleinwüchsige Menschen und ihre Familien (BKMF)    | 25             | 530               |
| 2027  | À déterminer, Australie   | Short Statured People of Australia (SSPA)                        | À déterminer   | À déterminer      |

## Médias

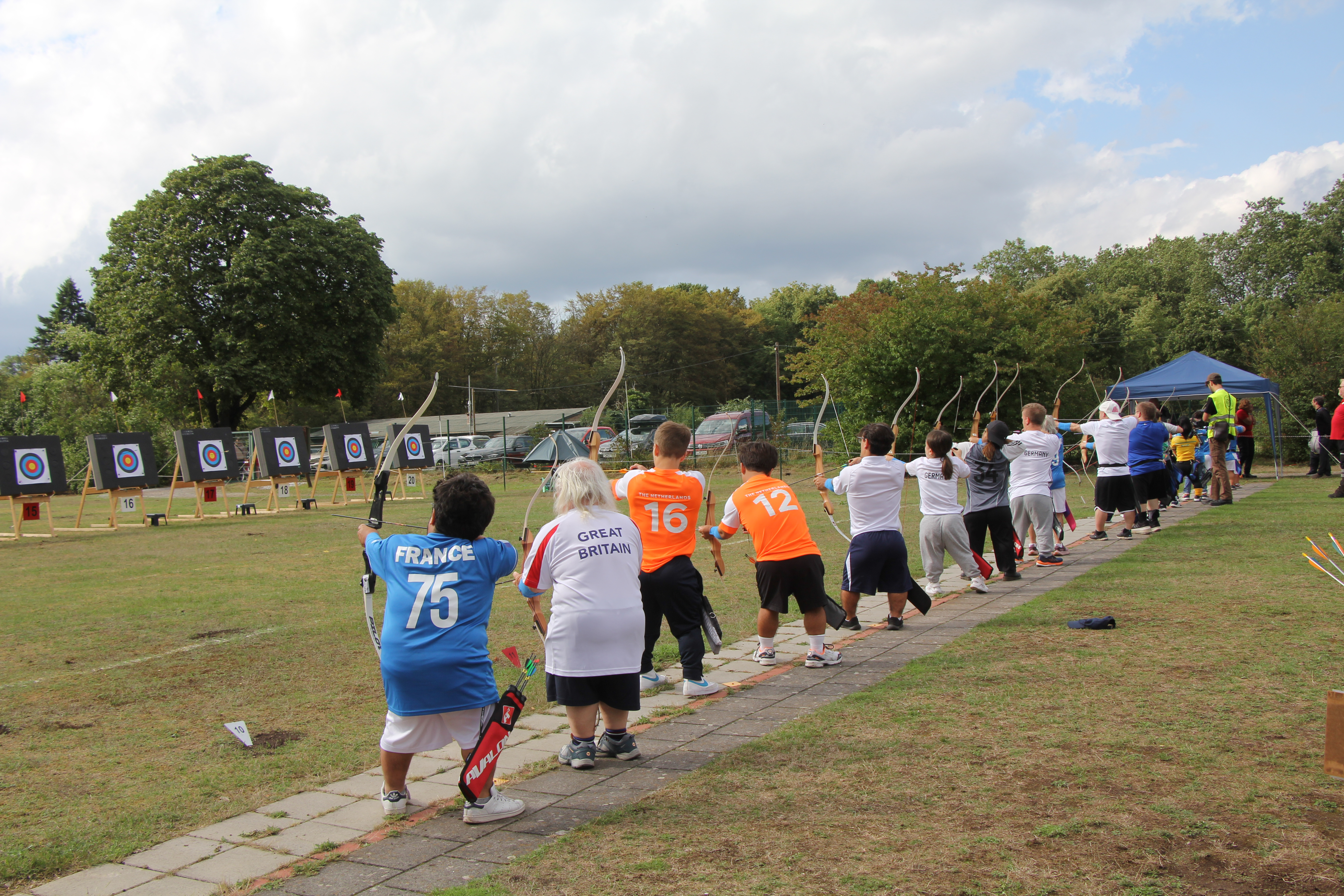

L'événement a attiré l'attention internationale, avec plusieurs équipes de télévision internationales couvrant l'événement et divers documentaires produits pour le mettre en lumière. Cette large couverture médiatique a contribué à accroître la sensibilisation et la reconnaissance des World Dwarf Games aux Pays-Bas et au-delà, notamment
- National Geographic - Incredible Small World (2014)[4]
- La Lupa Produccions (ESP) - Glance up (2014)[5]

Aux Pays-Bas, une attention médiatique traditionnellement importante a été accordée aux World Dwarf Games (WDG). Divers médias, dont la NOS, ont couvert en détail l'événement en 2013, 2017 et 2023. En 2017, la NOS a publié un article mettant en lumière le championnat du monde des personnes de petite taille, avec une attention particulière portée aux participants néerlandais. En 2023, la NOS a rapporté au niveau régional la participation des sportifs néerlandais aux WDG.En Belgique, les WDG ont été mis en lumière dans la Gazet van Antwerpen et Het Nieuwsblad.

## Galerie

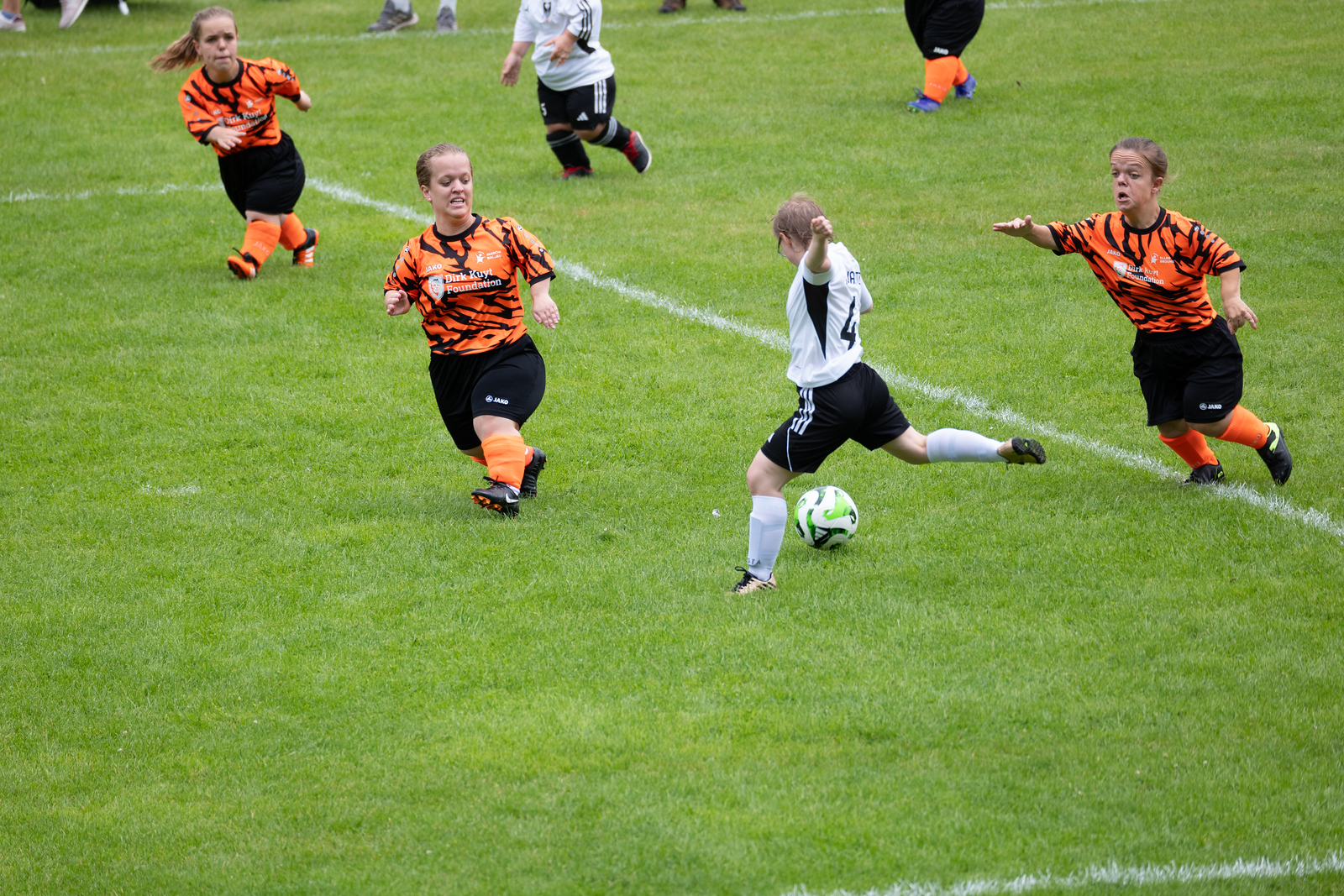
Football féminin à Cologne. Finale Allemagne - Pays-Bas (2023)
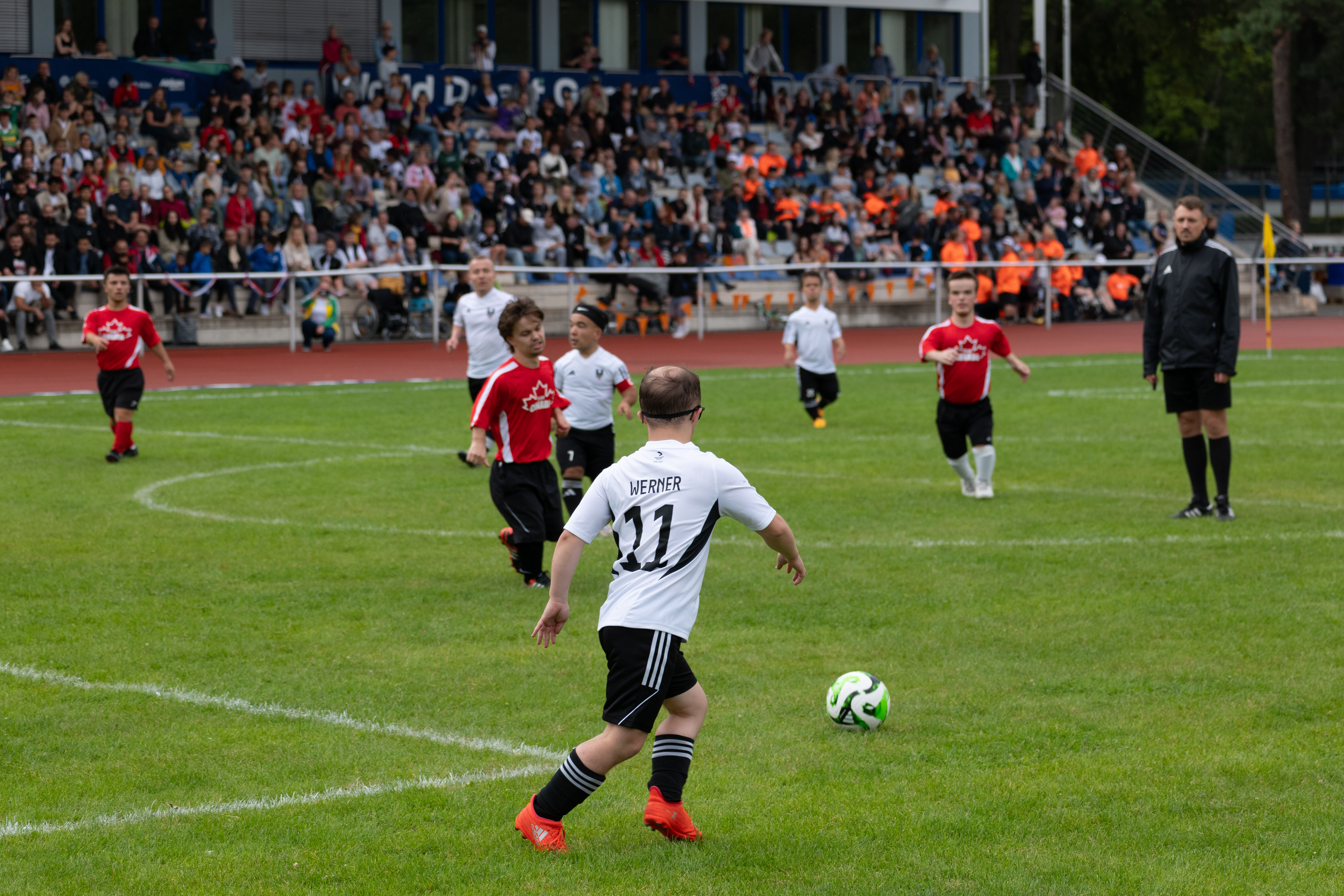
Football masculin à Cologne. Finale Allemagne - Canada (2023)
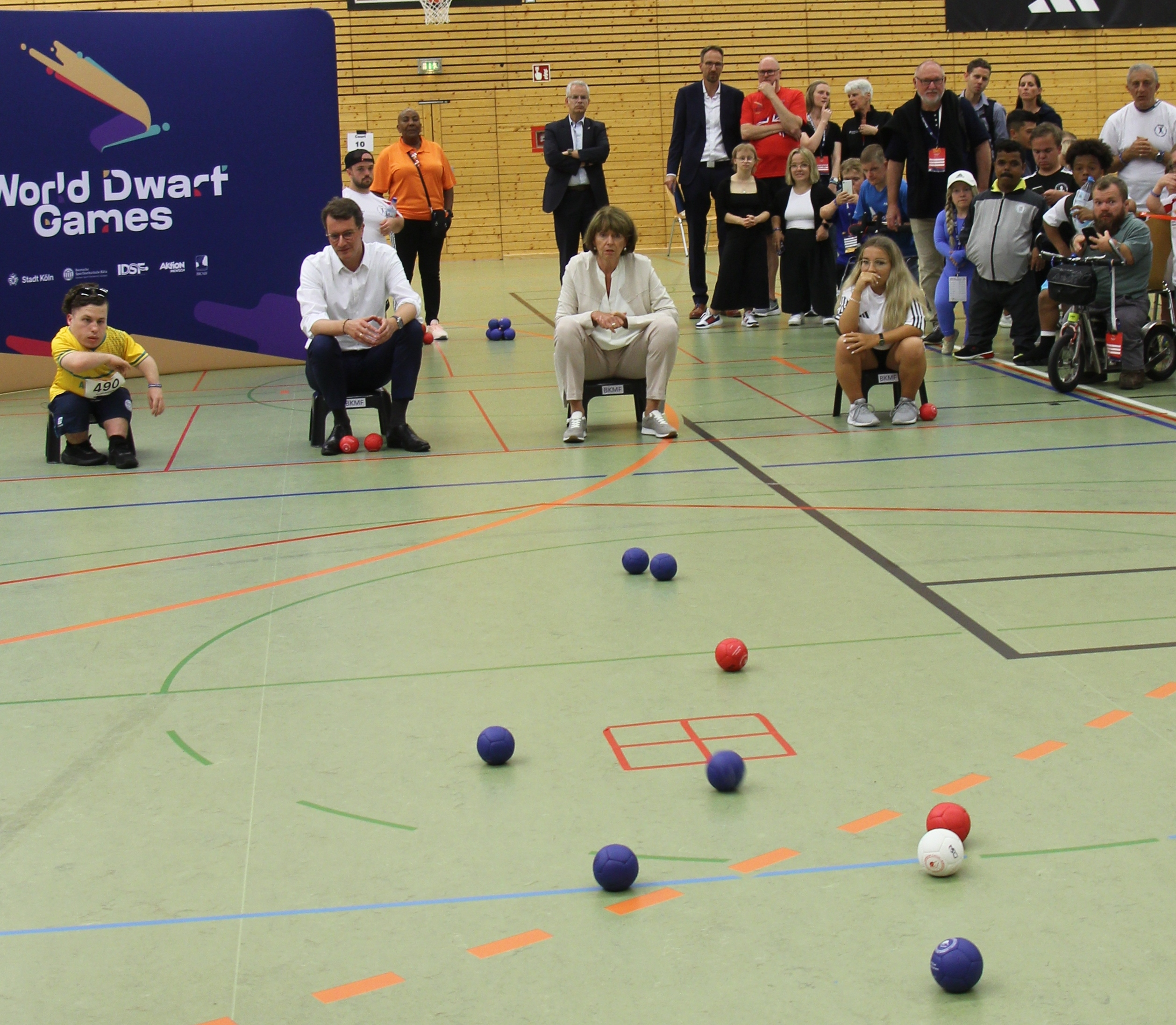
Boccia avec la participation de Henriette Reker et Hendrik Wüst (2023)
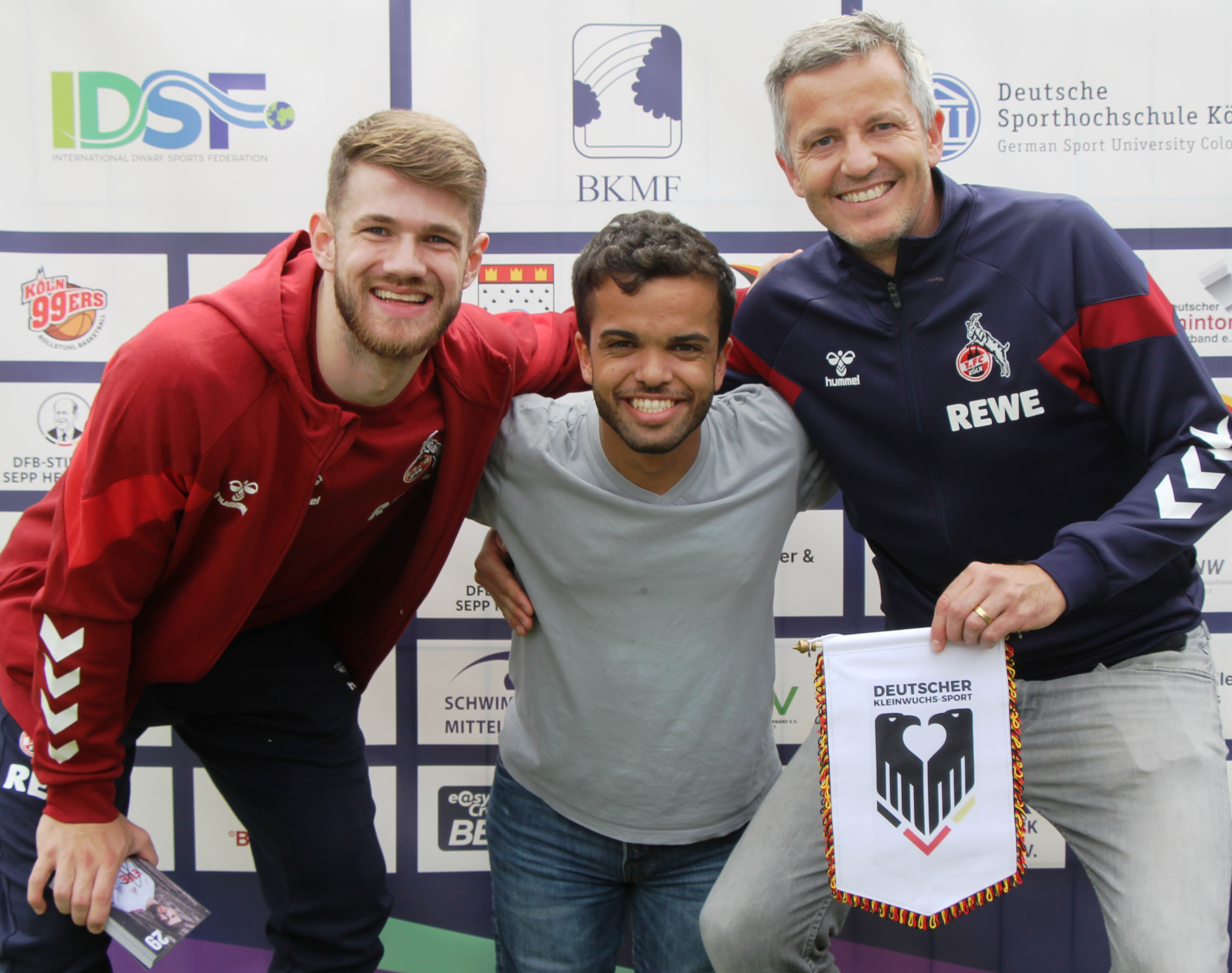
Implication de 1. FC Köln (de gauche à droite : Jan Thielmann, Marib Aldoais, Philipp Türoff) (2023)
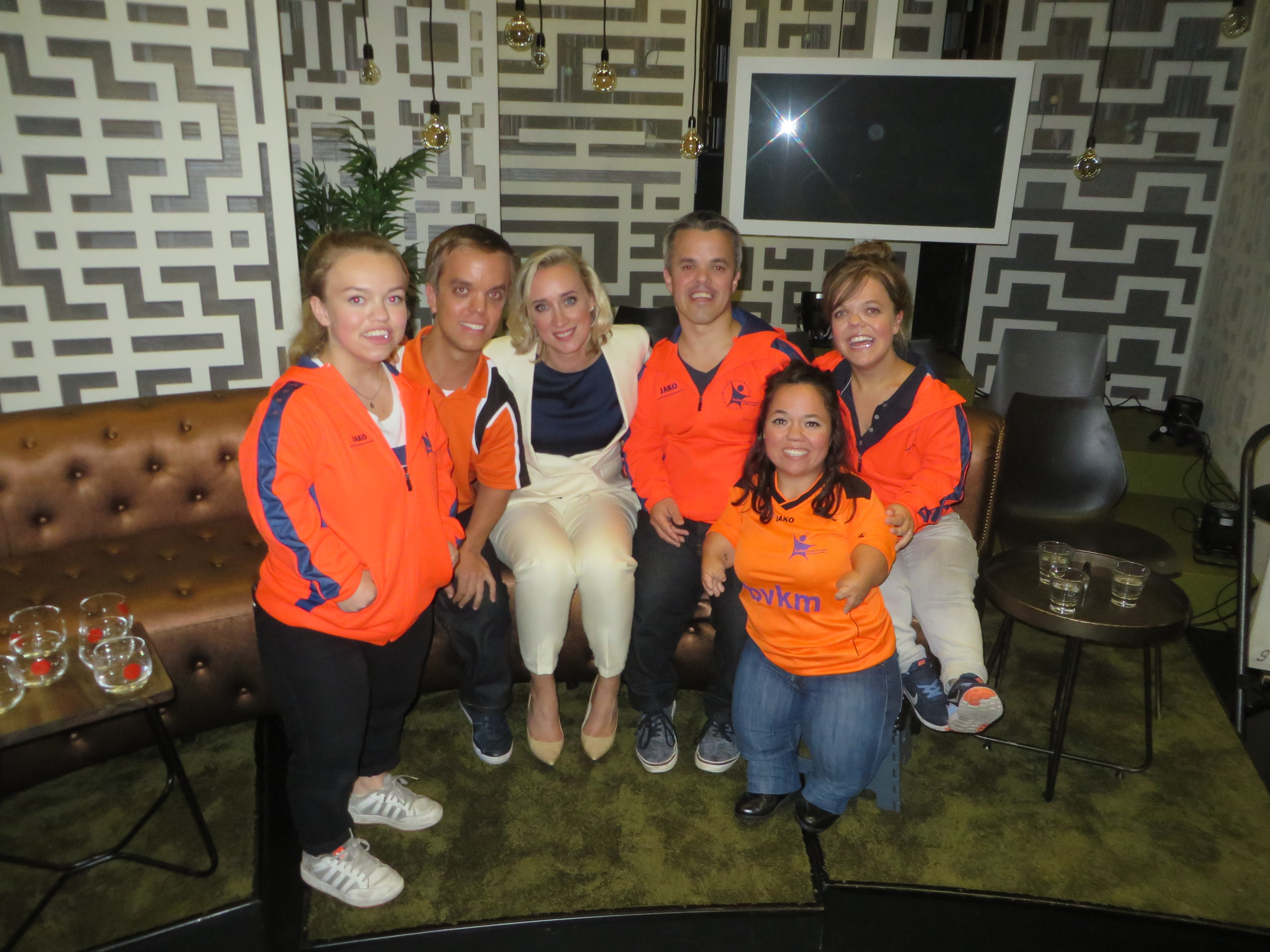
Délégation de l'équipe néerlandaise pour les World Dwarf Games à Guelph, Canada, présente en tant qu'invitée sur Eva Jinek - NPO (2017).